# 王盟
王盟（5世紀—545年5月26日至6月24日之间），字仵明，乐浪郡（今朝鲜平壤）人，北魏、西魏官员。

## 生平
王盟是宇文泰生母德皇后的哥哥，六世祖王波是前燕太宰。祖父王珍是北魏黄门侍郎，死后赠予并州刺史、乐浪公。父亲王罴是伏波将军，以清白人家子弟的身份镇守武川镇，于是在当地安家。
北魏正光年间，破六韩拔陵攻陷北魏的北部军镇，王盟也被破六韩拔陵裹挟控制。破六韩拔陵失败后，王盟流落到中山郡定居。孝昌初年，王盟出任积射将军，跟从萧宝夤西征关中。萧宝夤叛乱后，王盟就逃到民间躲藏起来，观察事态变化。到尔朱天光入关的时候，王盟就出来跟从尔朱天光。王盟随贺拔岳作为前锋，俘虏万俟丑奴，平定秦陇，王盟经常率先登城奋勇作战，出任征西将军、平秦郡太守。永熙三年（534年），宇文泰将要讨伐侯莫陈悦的时候，征召王盟赶赴原州，以王盟出任留后大都督，镇守高平郡。侯莫陈悦被平定后，王盟出任原州刺史。
魏孝武帝西入長安后，封王盟为魏昌县公，食邑一千户。大统初年，王盟再度加车骑大将军、仪同三司。大统三年（537年）六月，朝廷征召王盟出任司空。大统四年（538年），王盟转任司徒。王盟前往柔然迎接西魏文帝的悼皇后，加侍中，升任太尉。大统四年七月，西魏文帝东征，王盟以留后大都督的身份代理雍州刺史，调度关中各路军队。八月，西魏在河桥之战中战败，前后俘虏的东魏投士兵都散居在百姓中，这时趁机谋反。开府李虎等人回到长安时，想不出好的对策，就和太尉王盟、仆射周惠达尊奉太子元钦出城，离开长安城停宿在渭水北岸。事情平定后，王盟进爵为长乐郡公，增加食邑总计二千户，赐姓拓王氏。大统八年（542年）八月，王盟出任太保。十月，东魏入侵汾水，围困玉壁城，王盟出任左军大都督镇守蒲坂。大统九年（543年）七月，王盟升任太傅，加开府仪同三司。
王盟气度高雅，仁厚博爱，虽然官居太傅，受到的礼遇在公卿之首，但是他谦虚恭谨，善于控制自己，从来没有依仗权势看不起别人，西魏文帝对他十分尊重。王盟得病后，西魏文帝多次亲临王盟的住宅，亲自询问他的要求，王盟受到的礼遇到了这样的程度。大统十一年（545年）五月，王盟去世，朝廷赠予王盟原本的官职，谥号孝定。

## 家庭

### 兄弟姐妹
- 王某，王盟哥哥，北周大将军、开府仪同三司、光禄卿、凤州刺史、洛邑县公王显的父亲

### 子女
- 王励，西魏平东将军、散骑常侍、千牛备身直长、领左右、咸阳忠武公
- 王懋，北周大将军、大都督、小司寇、安宁穆公

## 延伸阅读
[在维基数据编辑]
 《周書/卷20》，出自令狐德棻《周書》
 《北史·卷061》，出自李延壽《北史》